# Neolophonotus erythracanthus
Neolophonotus erythracanthus là một loài ruồi trong họ Asilidae. Neolophonotus erythracanthus được Hermann miêu tả năm 1907. Loài này phân bố ở vùng nhiệt đới châu Phi.